# گورنیی میلانوواس
گورنیی میلانوواس (به صربی: Горњи Милановац) شهری در استان زنتراصربین کشور صربستان است که جمعیت آن در سال ۲۰۰۶ میلادی ۲۴٫۴۷۸ نفر بوده‌است.

## جستارهای وابسته

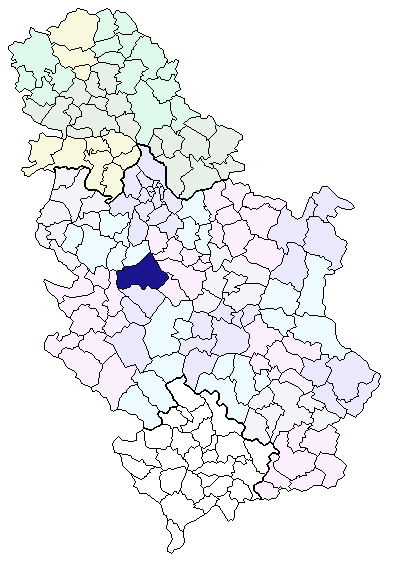